# Budka (Golčův Jeníkov)
Budka (německy Budka) je základní sídelní jednotka, součást města Golčův Jeníkov v okrese Havlíčkův Brod v kraji Vysočina. Většina osady spadá pod katastrální území Římovice, avšak několik budov spadá pod katastrální území Kobylí Hlava. Budka se nachází asi 3 km jihozápadně od Golčova Jeníkova a asi 27,5 km severovýchodně od centra Havlíčkova Brodu.
V Budce je registrováno osm čísel popisných: 16, 17, 18, 19, 20, 21, 23 a 24. Nachází se zde kříž a malý rybník. Prochází tudy silnice III/1303.